# Zapovednojemeer
Het Zapovednojemeer (Russisch: Заповедное озеро; "verboden meer" of "beschermd meer") is een meer nabij de noordelijke kust van het Russische eiland Wrangel, in de Akademiitoendra, iets ten zuiden van de Pestsovajabocht van de Tsjoektsjenzee.
Ten westen van het meer stroomt de rivier Neizvestnaja uit in de bocht. Het meer zelf kent geen in- of uitstromende rivieren. Aan zuid- en oostzijde van het meer liggen moerassen met kleinere meertjes.